# Klaudia Jedlińska
Klaudia Jedlińska, född den 9 februari 2000, är en polsk fotbollsspelare.
Klaudia Jedlińska inledde sin seniorkarriär med spel i UKS SMS Łódź år 2017. Hon värvades av Dijon FCO år 2023 och kontrakterades 2025 av Paris FC. Hon har även representerat det polska damlandslaget där hon debuterade år 2021.